# Herminia sicbalialis
Herminia sicbalialis är en fjärilsart som beskrevs av Fuchs 1899. Herminia sicbalialis ingår i släktet Herminia och familjen nattflyn. Inga underarter finns listade i Catalogue of Life.